# Diopsis angustifemur
Diopsis angustifemur är en tvåvingeart som beskrevs av Enrico Adelelmo Brunetti 1926. Diopsis angustifemur ingår i släktet Diopsis och familjen Diopsidae. Inga underarter finns listade i Catalogue of Life.